# International Actuarial Association

Logo der IAA

Die International Actuarial Association (IAA) ist der internationale Dachverband nationaler Aktuarorganisationen mit Sitz in Ottawa. Die 1895 gegründete Organisation dient dem Wissensaustausch und arbeitet als Lobbyorganisation bei internationalen Projekten.
1895 gründete sich die Organisation unter dem Namen Comité Permanent des Congrès d’Actuaires. Seinerzeit noch aus individuellen Personen konstituiert, änderte die Organisation 1968 den Namen in International Actuarial Association. Im Laufe der Zeit entstanden die verschiedenen Fachgruppen. 1957 wurde mit der ASTIN (Actuarial STudies In Non-life insurance) die erste Sektion gegründet, später folgten IACA (International Association of Consulting Actuaries, 1968), AFIR (Actuarial Approach for FInancial Risk, 1988), IAAHS (International Actuarial Association Health Section, 2003), PBSS (Pensions, Benefits, Social Security Section, 2003), AWB (Actuaries Without Frontiers Borders, 2003) und LIFE.
Im Rahmen eines im Juni 1998 im englischen Birmingham stattfindenden Kongresses restrukturierte sich die IAA. Aufgrund der gewachsenen Anforderungen wechselte die Gesellschaft ihre Rechtsform und firmierte fortan als Verein gemäß Schweizer Recht mit Sitz im kanadischen Ottawa. Zudem wurde die individuelle Mitgliedschaft durch die Konstitution durch nationale Aktuarorganisationen ersetzt.
Die Organisation besitzt zwei Hauptorgane. Dies ist einerseits das Exekutivkomitee und andererseits der IAA Rat. Der Rat besteht neben jeweils einem Vertreter der nationalen Mitgliederorganisationen und den Vorsitzenden der einzelnen Sektionen aus vier gewählte Vorständen, darunter jeweils der Vorstandsvorsitzende des Vorjahres. Das Exekutivkomitee besteht aus zwölf Mitgliedern, darunter die vier gewählten Vorstände. Das Exekutivkomitee wird vom Rat gewählt. Es ist für die Aktivitäten und Tätigkeiten der Organisation zuständig und schlägt die Ausrichtung und den Haushalt vor.